# Кристоф Плантен
Кристоф Плантен (на френски: Christophe Plantin; на нидерландски: Christoffel Plantijn, Христофел Планейн; около 1520, Сент Авертен – 1 юли 1589, Антверпен) е фламандски издател и печатар от френски произход.
Работи като книговезец в Кан и Париж, като успоредно усвоява типографските техники. През 1549 г. се премества в Антверпен (най-вероятно във връзка с брак с местно момиче) и открива магазин за книговезане, а през 1555 г. – печатница. Бързо се издига в обществото на Испанска Нидерландия.
В 1570 Филип II го назначава за първи кралски типограф (prototypographus regius), натоварен с инспектирането на печатниците в испанската провинция и, по-нататък, с новото издание на многоезичната библия на Алкала.
Издателството и печатницата на Плантен по време на техния разцвет разполагат с 22 преси и там работят около 160 души. Предприятието минава в наследство на най-голямата му дъщеря Мартина и така към неговия зет, който приема името Плантен-Морет. Потомците подържат дейността на фирмата до 1876 г., когато я продават на градската управа. Сградата и оборудването оцеляват в 20в. и са превърнати в музей, който e включен в списъка "световното наследство" на Юнеско.